# Блягорница
Блягорница (или Благорница) е река в Южна България, област Сливен, община Твърдица, десен приток на Бяла река от басейна на Тунджа. Дължината ѝ е 25 km.
Река Блягорница извира на 1300 m н.в. в Елено-Твърдишка планина на Стара планина, южно от връх Здравец (1337 m). В планината тече на юг в дълбока и силно залесена долина. Източно от град Твърдица излиза от планината и навлиза в Твърдишкото поле, като тук долината ѝ е плитка, а от коритото ѝ вляво и вдясно се отделят десетки напоителни канали. В село Оризари завивава изток, минава южно от град Шивачево и се влива отдясно в Бяла река (от басейна на Тунджа) на 218 m н.в., на 2 km югоизточно от гара Чумерна на Подбалканската жп линия.
Площта на водосборния басейн на Блягорница възлиза на 130 km2, което представлява 35,14% от водосборния басейн на река Бяла река. Основни притоци: → ляв приток, ← десен приток
- → Долапдере (най-голям приток)
- ← Кривия дол
- → Сапдере

Реката е с основно дъждовно подхранване с максимум от април до юни и минимум от юли до октомври.
По течението на реката в Община Твърдица е разположено само село Оризари.
В Твърдишкото поле водите на реката почти на 100% се използват за напояване и през горещите летни месеци в най-долното си течение почти пресъхва.

## Топографска карта
- Лист от карта K-35-40. Мащаб: 1 : 100 000.
- Лист от карта K-35-41. Мащаб: 1 : 100 000.
- Лист от карта K-35-52. Мащаб: 1 : 100 000.
- Лист от карта K-35-53. Мащаб: 1 : 100 000.